# Николаевщина (деревня)
Никола́евщина — деревня в Пашском сельском поселении Волховского района Ленинградской области, на реке Паша

## История
НИКОЛАЕВСКАЯ — деревня князей Мышецких, по просёлочной дороге, число дворов — 16, число душ — 27 м. п. (1856 год)

НИКОЛАЕВСКАЯ — деревня владельческая при реке Паше, число дворов — 16, число жителей: 26 м. п., 36 ж. п. (1862 год)

Согласно карте из «Исторического атласа Санкт-Петербургской Губернии» 1863 года на месте современной деревни Николаевщина находилась часовня.
В 1877 году временнообязанные крестьяне деревни выкупили свои земельные наделы у князя Н. П. Мышецкого и стали собственниками земли.
Сборник Центрального статистического комитета описывал её так:

НИКОЛАЕВЩИНА — деревня бывшая владельческая при реке Паше, дворов — 18, жителей — 90;
 Волостное правление, часовня, 3 корп. лавки, ярмарка 14, 15 и 16 сентября. (1885 год)

Согласно материалам по статистике народного хозяйства Новоладожского уезда 1891 года имение при селении Николаевская площадью 5131 десятина принадлежало действительному статскому советнику Н. Е. Мышецкому, имение было приобретено до 1868 года.
Согласно епархиальным сведениям 1899 года деревня относилась к приходу церкви Святого Иоанна Милостивого (Богоявления Господня) в селе Колголемо.
В конце XIX — начале XX века деревня административно относилась к Николаевщинской волости 3-го стана Новоладожского уезда Санкт-Петербургской губернии.
По данным «Памятной книжки Санкт-Петербургской губернии» за 1905 год ярмарка в деревне Николаевщина проходила 14, 15 и 16 сентября.
В 1917 году деревня входила в состав Николаевщинского сельсовета Николаевщинской волости Новоладожского уезда.
С 1920 по 1923 год деревня Николаевщина входила в состав Колголемского сельсовета.
С 1923 года в составе Пашской волости Волховского уезда.
С 1924 года в составе Рыбежского сельсовета.
С 1926 года вновь в составе Николаевщинского сельсовета.
С 1927 года в составе Пашского района. В 1927 году население деревни Николаевщина составляло 122 человека.
По данным 1933 года деревня Николаевщина входила в состав Николаевщинского сельсовета Пашского района Ленинградской области, в который входили 9 населённых пунктов: деревни Балдино, Большая Новая Весь, Емское, Малая Новая Весь, Николаевщина, Новая, Селеваново, сёла Колголема и Смоленское, общей численностью населения 1551 человек. Административным центром сельсовета была деревня Емское.
По данным 1936 года в состав Николаевщинского сельсовета с административным центром в деревне Емское входили 8 населённых пунктов, 311 хозяйств и 4 колхоза

Деревня Николаевщина на карте 1940 года

С 1955 года в составе Новоладожского района.
В 1961 году население деревни Николаевщина составляло 73 человека.
С 1963 года в составе Волховского района.
По данным 1966 и 1973 годов деревня Николаевщина также входила в состав Николаевщинского сельсовета Волховского района.
По данным 1990 года деревня Николаевщина входила в состав Рыбежского сельсовета.
В 1997 году в деревне Николаевщина Рыбежской волости проживали 107 человек, в 2002 году — 120 человек (русские — 98 %).
В 2007 году в деревне Николаевщина Пашского СП — 98, в 2010 году — 106 человек.

## География
Деревня расположена в северо-восточной части района на автодороге 41К-021 (Паша — Часовенское — Кайвакса).
Расстояние до административного центра поселения — 18 км. Расстояние до районного центра — 90 км.
Расстояние до ближайшей железнодорожной станции Паша — 20 км.
Деревня находится на правом берегу реки Паша.

## Демография
| 1862 | 1885 | 1997 | 2002 | 2007 | 2010 | 2012 |
| ---- | ---- | ---- | ---- | ---- | ---- | ---- |
| 62   | ↗90  | ↗107 | ↗120 | ↘98  | ↗106 | ↘95  |
| 2017 |      |      |      |      |      |      |
| ↘80  |      |      |      |      |      |      |

### Национальный состав
Согласно данным Всероссийской переписи населения 2021 года в деревне проживали 46 человек, все русские.